# یوروپلاگ

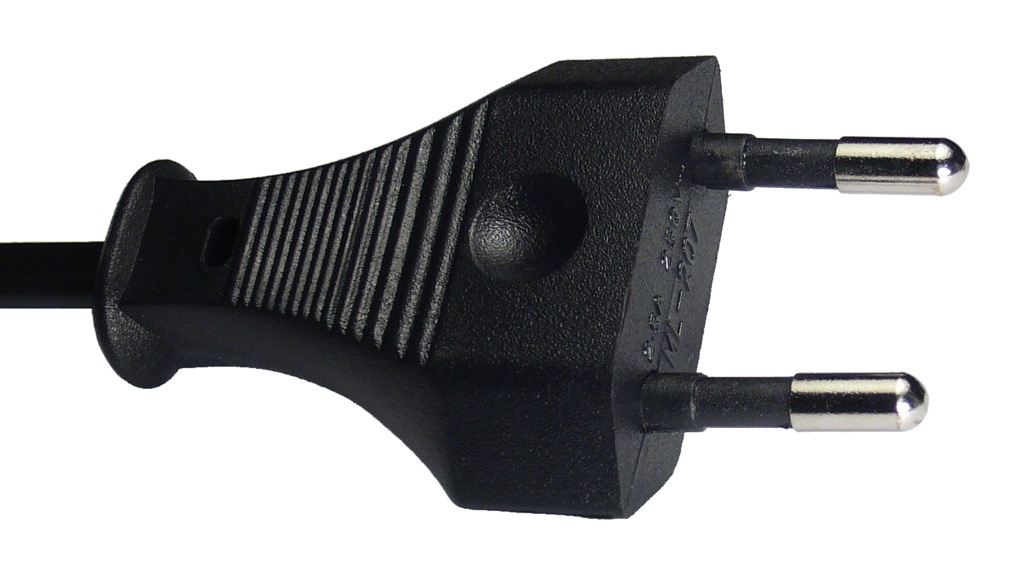
نمونه‌ای از دوشاخه یورو

دوشاخه یورو یا یوروپلاگ (به انگلیسی: Europlug) نوعی اتصال دهنده با دو قطب یک‌سطح ته‌گرد است. از این نوع دوشاخه در زمینه‌های با ولتاژ پایین استفاده می‌شود. ولتاژ و جریان مناُب این کلیدها به ۲۵۰ ولت و ۲/۵ آمپر میرسد. در کشورهایی نظیر ایران این نوع دوشاخه کاربرد دارد.